# Liste des batailles de l'Empire byzantin
Voici la liste de batailles de l'histoire de l'Empire byzantin de 518 jusqu'à la chute de Constantinople en 1453. Elle comprend les plus importantes batailles menées par les différentes dynasties qui se sont succédé et qui ont fait l'histoire militaire de l'Empire byzantin.

## Dynastie théodosienne (379-457)
| Bataille                      | Date | Lieu     | Issue    |
| ----------------------------- | ---- | -------- | -------- |
| Guerres civiles romaines      |      |          |          |
| Bataille de la Save (en)      | 388  | Croatie  | Victoire |
| Bataille de la rivière froide | 394  | Slovénie | Victoire |

## Dynastie thrace(411-518)
| Bataille                   | Date      | Lieu      | Issue    |
| -------------------------- | --------- | --------- | -------- |
| Guerres contre les Huns    |           |           |          |
| Bataille de Chersonesus    | 443       | Turquie   | Défaite  |
| Bataille de l'Utus         | 447       | Bulgarie  | Défaite  |
| Guerre contre les Vandales |           |           |          |
| Bataille du cap Bon        | 468       | Tunisie   | Défaite  |
| Guerres perso-byzantines   |           |           |          |
| Siège d'Amida              | 502 - 503 | Turquie   | Défaite  |
| Guerres civiles byzantines |           |           |          |
| Révoltes samaritaines      | 484 – 572 | Palestine | Victoire |
| Guerre d'Isaurie           | 492 - 497 | Turquie   | Victoire |

## Dynastie justinienne (518-610)

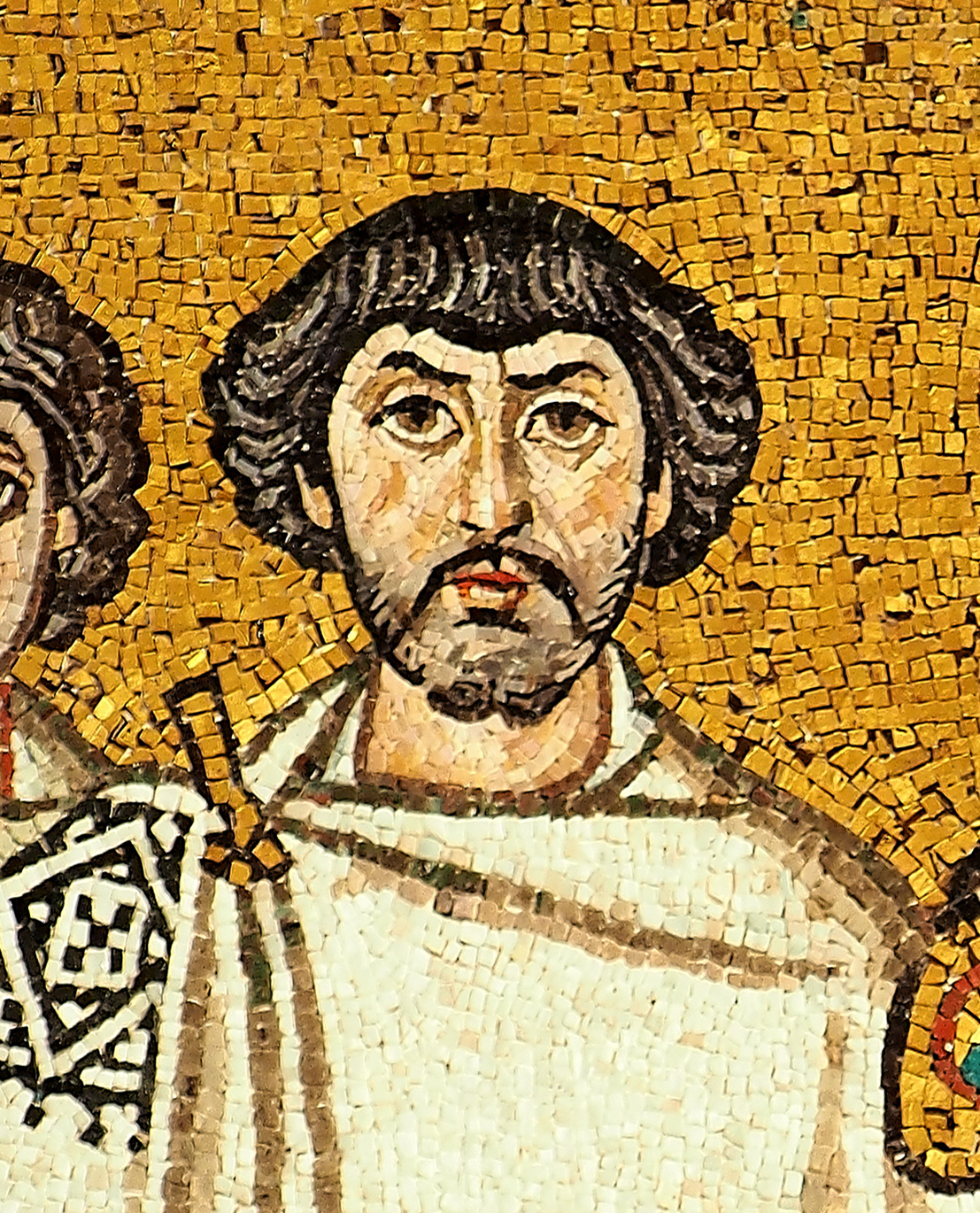
Représentation du général Bélisaire (basilique Saint-Vital de Ravenne)

| Bataille                            | Date                   | Lieu                                       | Issue    |
| ----------------------------------- | ---------------------- | ------------------------------------------ | -------- |
| Guerres civiles byzantines          |                        |                                            |          |
| Révolte de Nika                     | 532                    | Constantinople                             | Victoire |
| Guerres perso-byzantines            |                        |                                            |          |
| Bataille de Thannuris (ou Mindouos) | 528                    | Turquie                                    | Défaite  |
| Bataille de Dara                    | 530                    | Turquie                                    | Victoire |
| Bataille de Satala                  | 530                    | Turquie                                    | Victoire |
| Bataille de Callinicum              | 531                    | Syrie                                      | Défaite  |
| Siège de Phasis                     | 555 - 556              | Géorgie                                    | Victoire |
| Siège de Nisibis                    | 573                    | Turquie                                    | Défaite  |
| Siège de Dara (573) (en)            | 573                    | Turquie                                    | Défaite  |
| Bataille de Melitene                | 576                    | ?                                          | Victoire |
| Bataille de Solachon                | 586                    | Mésopotamie                                | Victoire |
| Bataille de Martyropolis            | 588                    | Turquie                                    | Victoire |
| Bataille de Blarathon (en)          | 591                    | Azerbaïdjan                                | Victoire |
| Guerre des Vandales                 |                        |                                            |          |
| Bataille de l'Ad Decimum            | 13 septembre 533       | Tunisie                                    | Victoire |
| Bataille de Tricaméron              | 15 décembre 533        | Tunisie                                    | Victoire |
| Guerre des Goths (535-553)          |                        |                                            |          |
| Prise de Palerme                    | 535                    | Italie                                     | Victoire |
| Siège de Naples                     | Octobre - Novembre 536 | Italie                                     | Victoire |
| Siège de Rome                       | 537 - 538              | Italie                                     | Victoire |
| Siège de Vérone                     | 541                    | Italie                                     | Défaite  |
| Bataille de Faventia                | été 542                | Italie                                     | Défaite  |
| Bataille de Mucellium               | 542                    | Italie                                     | Défaite  |
| Siège de Naples                     | 542 - Avril 543        | Italie                                     | Défaite  |
| Siège de Rome                       | 545 - 546              | Italie                                     | Défaite  |
| Siège de Rome                       | 549 - 550              | Italie                                     | Défaite  |
| Bataille de Sena Gallica            | 551                    | Italie                                     | Victoire |
| Bataille de Taginae                 | 552                    | Italie                                     | Victoire |
| Bataille du Vésuve                  | 552                    | Italie                                     | Victoire |
| Guerre contre les Francs            |                        |                                            |          |
| Bataille du Volturno                | 554                    | Italie                                     | Victoire |
| Guerre contre les Huns koutrigoures |                        |                                            |          |
| Bataille de Mélantias               | 559                    | Anatolie                                   | Victoire |
| Guerres contre les Maures           |                        |                                            |          |
| Bataille de Mammès                  | 535                    | Byzacène, ~Hammamet-Kairouan               | Victoire |
| Bataille du mont Burgaon            | 535                    | Byzacène                                   | Victoire |
| Première campagne du mont Aurasium  | 535                    | Numidie militaire, Aurès                   | Défaite  |
| Seconde campagne du mont Aurasium   | 540                    | Numidie, Aurès                             | Victoire |
| Bataille de Scalas Veteres          | 537                    | Zeugitane, Scalas Veteres près de Carthage | Victoire |
| Bataille de Cillium                 | 544                    | Byzacène, Kasserine                        | Défaite  |
| Siège de Laribus                    | 544                    | Byzacène, Henchir Lorbeus                  | Défaite  |
| Prise d'Hadrumète                   | 545                    | Byzacène, Sousse                           | Défaite  |
| Bataille de Thacia                  | 545                    | Numidie proconsulaire Thacia               | Défaite  |
| Siège de Carthage                   | 545                    | Zeugitane, Carthage                        | Défaite  |
| Bataille de Sufétula                | 546-547                | Byzacène, Sbeïtla                          | Victoire |
| Bataille de Marta                   | 547                    | Petite Syrte, Mareth                       | Défaite  |
| Bataille des champs de Caton        | 548                    | Byzacène                                   | Victoire |

## Dynastie héraclide(610-716)

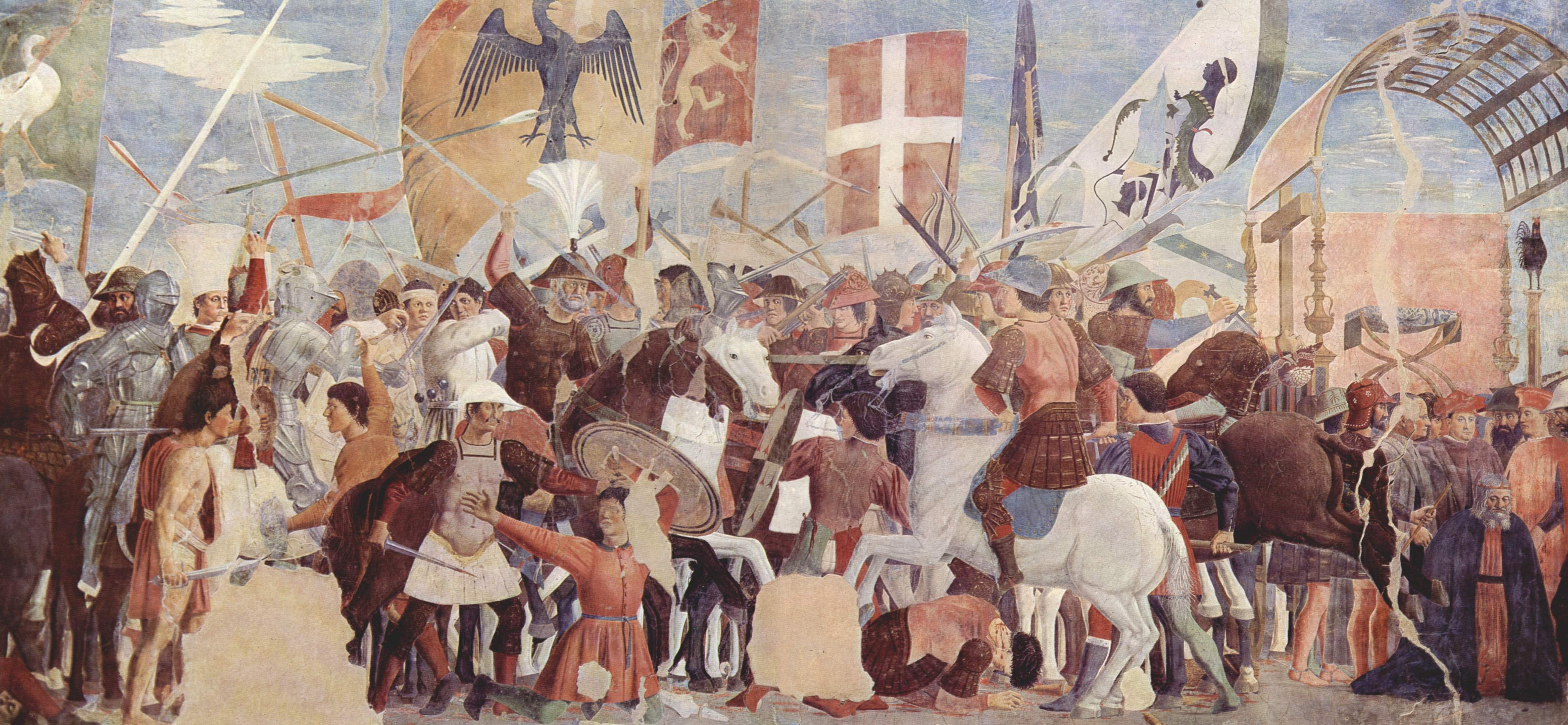
La bataille de Ninive entre Héraclius et Khosro II. Défaite et décapitation des vaincus, fresque de Piero della Francesca.

| Bataille                        | Date                       | Lieu      | Issue    |
| ------------------------------- | -------------------------- | --------- | -------- |
| Guerres perso-byzantines        |                            |           |          |
| Bataille d'Antioche (613) (en)  | 613                        | Syrie     | Défaite  |
| Siège de Caesarea (614) (en)    | 614                        | Palestine | Défaite  |
| Siège de Jérusalem (614)        | Avril - Mai 614            | Israël    | Défaite  |
| Siège de Constantinople         | 626                        | Turquie   | Victoire |
| Bataille de Ninive              | 12 décembre 627            | Irak      | Victoire |
| Guerres arabo-byzantines        |                            |           |          |
| Bataille de Mu'tah              | Septembre 629              | Jordanie  | Victoire |
| Bataille d'Ajnadayn             | Juillet 634                | Israël    | Défaite  |
| Bataille de Maraj-al-Debaj (en) | Septembre 634              | Syrie     | Défaite  |
| Siège de Damas                  | 21 août – 19 septembre 634 | Syrie     | Défaite  |
| Bataille de Fahl                | Janvier 635                | Jordanie  | Défaite  |
| Siège d'Emèse (en)              | Décembre 635 – mars 636    | Syrie     | Défaite  |
| Bataille du Yarmouk             | 15-20 août 636             | Palestine | Défaite  |
| Siège de Jérusalem              | Novembre 636 – avril 637   | Israël    | Défaite  |
| Bataille d'Hazir (en)           | Juin 637                   | Syrie     | Défaite  |
| Siège d'Alep (637) (en)         | Août - octobre 637         | Syrie     | Défaite  |
| Bataille du Pont de Fer (en)    | Octobre 637                | Syrie     | Défaite  |
| Siège de Germanicia (en)        | 638                        | Turquie   | Défaite  |
| Bataille d'Héliopolis           | 6 juillet 640              | Égypte    | Défaite  |
| Siège d'Alexandrie (641) (en)   | 641                        | Égypte    | Défaite  |
| Bataille de Nikiou              | 646                        | Égypte    | Défaite  |
| Bataille de Sufétula            | 647                        | Tunisie   | Défaite  |
| Bataille de Phoenix de Lycie    | 655                        | Turquie   | Défaite  |
| Siège de Constantinople         | 674 - 678                  | Turquie   | Victoire |
| Bataille de Tahouda             | 683                        | Algérie   | Victoire |
| Bataille de Sébastopolis        | 692                        | Turquie   | Défaite  |
| Bataille de Carthage            | 698                        | Tunisie   | Défaite  |
| Siège de Tyane                  | 707 - 708 ou 708 - 709     | Turquie   | Défaite  |
| Siège de Constantinople         | 717 - 718                  | Turquie   | Victoire |
| Guerres byzantino-bulgares      |                            |           |          |
| Bataille d'Ongal                | Été 680                    | Ukraine   | Défaite  |
| Bataille d'Anchialos            | 708                        | Bulgarie  | Défaite  |

## Dynastie isaurienne(717-802)

Carte de la zone frontière arabo-byzantine (VIIIe siècle).

| Bataille                             | Date                | Lieu      | Issue    |
| ------------------------------------ | ------------------- | --------- | -------- |
| Guerres arabo-byzantines             |                     |           |          |
| Bataille d'Andrinople                | 718                 | Turquie   | Victoire |
| Siège de Nicée                       | Juillet - août 727  | Turquie   | Victoire |
| Bataille d'Akroinon                  | 740                 | Turquie   | Victoire |
| Bataille de Keramaia                 | 746                 | Chypre    | Victoire |
| Siège de Kamacha                     | 766                 | Turquie   | Victoire |
| Invasion abbasside de l'Asie Mineure | Printemps - été 782 | Turquie   | Défaite  |
| Bataille de Kopidnadon               | Septembre 788       | Turquie   | Défaite  |
| Guerres byzantino-bulgares           |                     |           |          |
| Bataille de Marcellae                | 756                 | Bulgarie  | Victoire |
| Bataille de la Passe Rishki (en)     | 759                 | Bulgarie  | Défaite  |
| Bataille d'Anchialos                 | 30 juin 763         | Bulgarie  | Victoire |
| Bataille de Lithosoria               | Octobre 774         | Macédoine | Victoire |
| Bataille de Marcellae                | 792                 | Bulgarie  | Défaite  |

## Dynastie de Nikephoros (802-820)
| Bataille                             | Date           | Lieu     | Issue    |
| ------------------------------------ | -------------- | -------- | -------- |
| Guerres arabo-byzantines             |                |          |          |
| Bataille de Krasos                   | Août 804       | Turquie  | Défaite  |
| Siège de Patras (805 ou 807) (en)    | 805 ou 807     | Grèce    | Victoire |
| Invasion abbasside de l'Asie Mineure | été 806        | Turquie  | Défaite  |
| Guerres byzantino-bulgares           |                |          |          |
| Siège de Serdica                     | printemps 809  | Bulgarie | Défaite  |
| Bataille de Pliska                   | 26 juillet 811 | Bulgarie | Défaite  |
| Siège de Debeltos (en)               | Mai - juin 812 | Thrace   | Défaite  |
| Bataille de Versinikia               | 22 juin 813    | Turquie  | Défaite  |

## Dynastie amorienne(820-867)

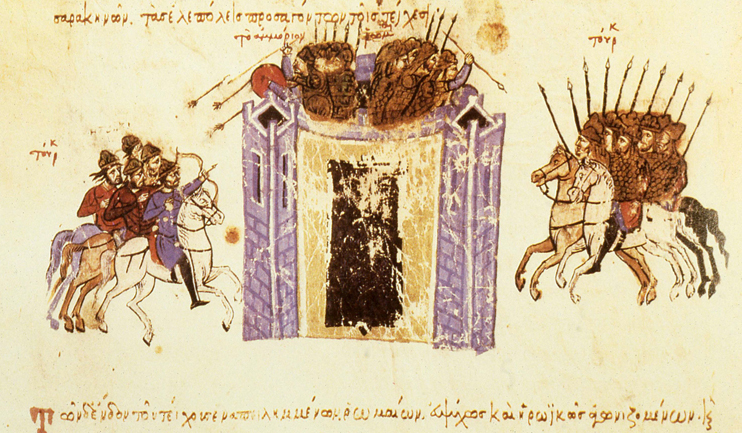
Miniature du manuscrit Skylitzès dépeignant le siège d'Amorium par les Arabes.

| Bataille                         | Date            | Lieu    | Issue    |
| -------------------------------- | --------------- | ------- | -------- |
| Guerres arabo-byzantines         |                 |         |          |
| Siège de Syracuse (827-828) (en) | 827 - 828       | Italie  | Victoire |
| Bataille de Thasos (en)          | Octobre 829     | Thasos  | Défaite  |
| Bataille d'Anzen                 | 22 juillet 838  | Turquie | Défaite  |
| Sac d'Amorium                    | Août 838        | Turquie | Défaite  |
| Bataille du Mauropotamos         | 844             | Turquie | Défaite  |
| Sac de Damiette                  | 22 - 24 mai 853 | Égypte  | Victoire |
| Capture de Faruriyyah (en)       | Été 862         | Syrie   | Défaite  |
| Bataille de Poson                | 863             | Turquie | Victoire |
| Guerres byzantino-Rus'           |                 |         |          |
| Guerre entre Rus' et Byzantins   | 860             | Turquie | Défaite  |

## Dynastie macédonienne(867-1057)

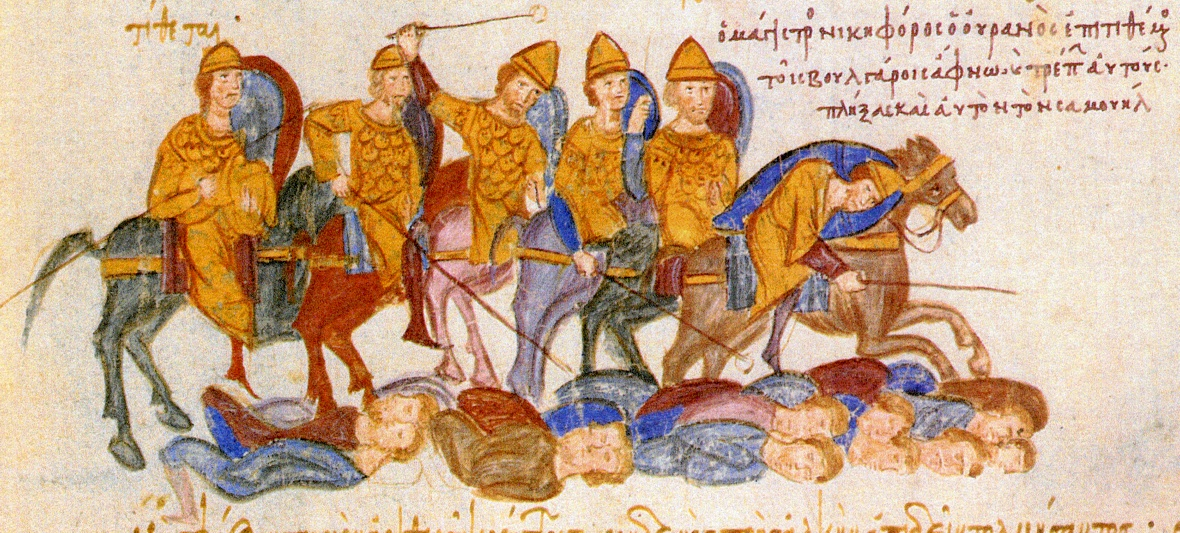
Bulgares mis en fuite près de la rivière Spercheios (Chroniques de Jean Skylitzes).

| Bataille                                       | Date                   | Lieu      | Issue    |
| ---------------------------------------------- | ---------------------- | --------- | -------- |
| Guerres civiles byzantines                     |                        |           |          |
| Bataille de Bathys Ryax                        | 872 ou 878             | Turquie   | Victoire |
| Bataille de Petroe                             | 20 août 1057           | Turquie   | Défaite  |
| Guerres arabo-byzantines                       |                        |           |          |
| Siège de Raguse                                | 866 - 868              | Croatie   | Victoire |
| Bataille de Kardia                             | 872 - 873              | Grèce     | Victoire |
| Bataille du Golfe de Corinthe                  | 873                    | Grèce     | Victoire |
| Siège de Syracuse                              | 877 - 878              | Italie    | Défaite  |
| Bataille des Portes ciliciennes                | 878                    | Turquie   | Victoire |
| Bataille de Céphalonie                         | 880                    | Grèce     | Victoire |
| Bataille de Stelai                             | 880                    | Italie    | Victoire |
| Siège de Chalcis                               | Après 883              | Grèce     | Victoire |
| Bataille de Milazzo                            | 888                    | Sicile    | Défaite  |
| Conquête musulmane de la Sicile                | 827 - 902              | Sicile    | Défaite  |
| Siège de Taormina                              | 902                    | Italie    | Défaite  |
| Sac de Thessalonique                           | 904                    | Grèce     | Défaite  |
| Bataille du Garigliano                         | 915                    | Italie    | Victoire |
| Bataille de Marach                             | 953                    | Turquie   | Défaite  |
| Bataille de Raban                              | Octobre - novembre 958 | Syrie     | Victoire |
| Bataille d'Andrassos                           | 960                    | Turquie   | Victoire |
| Siège de Taormina (962) (en)                   | 962                    | Italie    | Défaite  |
| Bataille du Détroit                            | 965                    | Italie    | Défaite  |
| Bataille d'Alexandrette                        | 971                    | Turquie   | Victoire |
| Bataille des gués de l'Oronte                  | 15 septembre 994       | Syrie     | Défaite  |
| Bataille d'Apamée                              | 19 juillet 998         | Syrie     | Défaite  |
| Bataille d'Azâz                                | Août 1030              | Syrie     | Défaite  |
| Guerres byzantino-bulgares                     |                        |           |          |
| Bataille de Bulgarophygon                      | été 896                | Grèce     | Défaite  |
| Bataille d'Anchialos                           | 20 août 917            | Bulgarie  | Victoire |
| Bataille de Katasyrtai (en)                    | Fin 917                | Turquie   | Défaite  |
| Bataille de Pegae                              | Mars 921               | Turquie   | Défaite  |
| Bataille des Portes de Trajan                  | 17 août 986            | Bulgarie  | Défaite  |
| Bataille de Thessalonique                      | 995                    | Grèce     | Défaite  |
| Bataille du Sperchiós                          | 16 juillet 997         | Grèce     | Victoire |
| Bataille de Skopje (en)                        | 1004                   | Macédoine | Victoire |
| Bataille de Thessalonique (1004) (en)          | Automne 1004           | Grèce     | Défaite  |
| Bataille de Kreta (en)                         | 1009                   | Grèce     | Victoire |
| Bataille de Thessalonique (1014) (en)          | Juillet 1014           | Grèce     | Victoire |
| Bataille de la passe de Kleidion               | 29 juillet 1014        | Bulgarie  | Victoire |
| Bataille de Strumica (en)                      | Août 1014              | Macédoine | Défaite  |
| Bataille de Bitola                             | Automne 1015           | Macédoine | Défaite  |
| Bataille de Dyrrachium (1018)                  | Février 1018           | Albanie   | Victoire |
| Première Bataille de Thessalonique (1040) (en) | 1040                   | Grèce     | Défaite  |
| Seconde Bataille de Thessalonique (1040) (en)  | Fin 1040               | Grèce     | Victoire |
| Bataille d'Ostrovo                             | 1041                   | Grèce     | Victoire |
| Guerre byzantino-géorgienne                    |                        |           |          |
| Bataille de Shirimni                           | 1021                   | Turquie   | Victoire |
| Bataille de Svindax                            | 1022                   | Turquie   | Victoire |
| Bataille de Sasireti                           | 1042                   | Géorgie   | Victoire |
| Guerres byzantino-normandes                    |                        |           |          |
| Bataille de Cannes                             | 1018                   | Italie    | Victoire |
| Bataille de l'Olivento                         | 17 mars 1041           | Italie    | Défaite  |
| Bataille de Montemaggiore                      | 4 mai 1041             | Italie    | Défaite  |
| Bataille de Montepeloso                        | 3 septembre 1041       | Italie    | Défaite  |
| Guerres byzantino-russes                       |                        |           |          |
| Guerre entre Rus' et Byzantins                 | 941                    | Turquie   | Victoire |
| Bataille d'Arcadiopolis                        | Août 970               | Turquie   | Victoire |
| Bataille de Dorystolon                         | 971                    | Bulgarie  | Victoire |
| Guerre entre Rus' et Byzantins                 | 1024                   | Turquie   | Victoire |
| Guerre entre Rus' et Byzantins                 | 1043                   | Turquie   | Victoire |
| Guerres byzantino-seldjoukides                 |                        |           |          |
| Bataille de Kapetrou                           | 1048                   | Turquie   | Victoire |
| Bataille de Mantzikert                         | 1054                   | Turquie   | Victoire |

## Dynastie des Doukas (1059-1081)

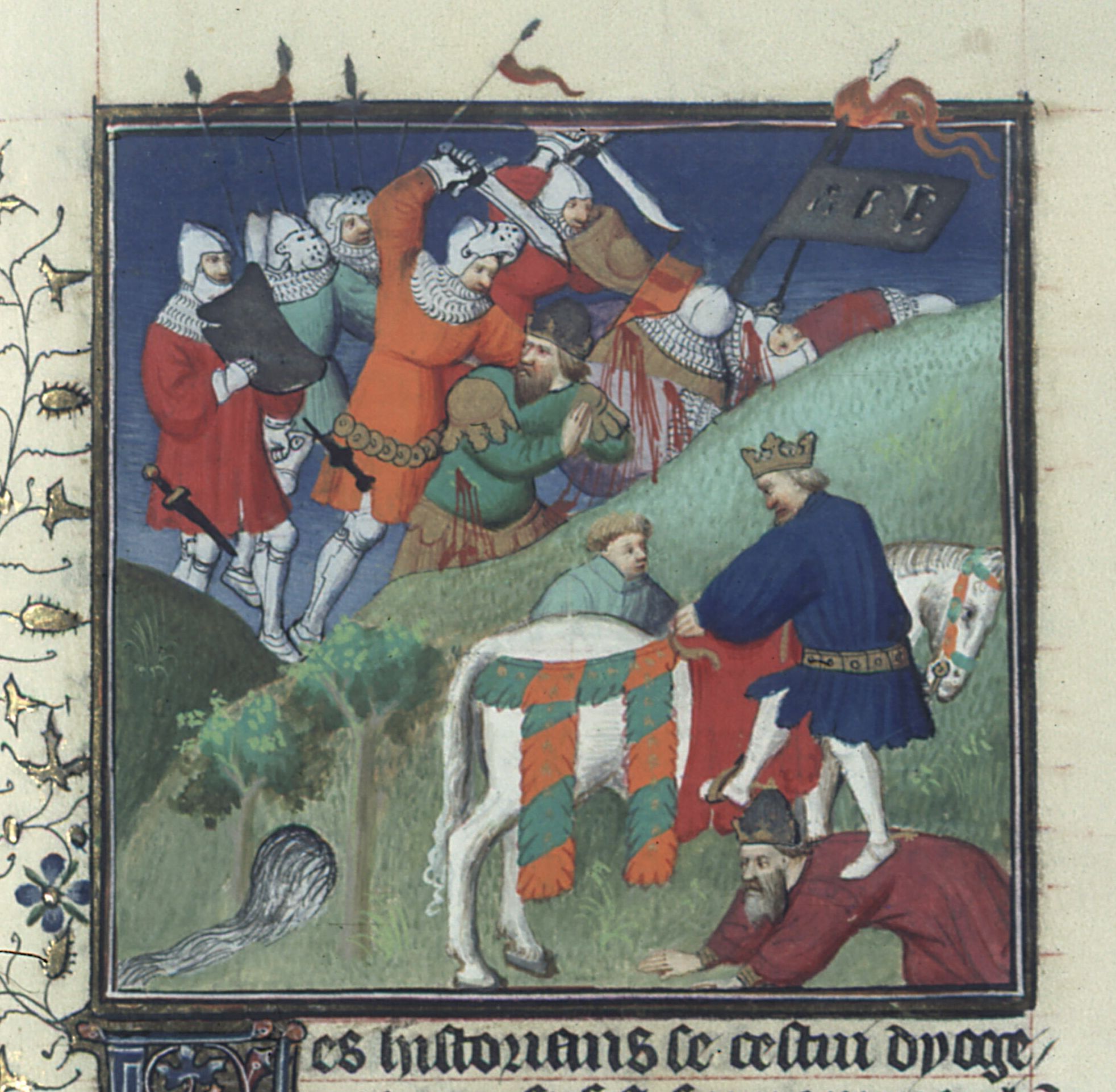
Représentation de la bataille de Manzikert (1071).

| Bataille                           | Date                        | Lieu     | Issue    |
| ---------------------------------- | --------------------------- | -------- | -------- |
| Guerres civiles byzantines         |                             |          |          |
| Insurrection de Georgi Voyteh (en) | 1072 - 1073                 | Bulgarie | Victoire |
| Bataille de Kalavrya               | 1078                        | Grèce    | Victoire |
| Guerres byzantino-normandes        |                             |          |          |
| Siège de Bari                      | 5 août 1068 - 15 avril 1071 | Italie   | Défaite  |
| Guerres byzantino-seldjoukides     |                             |          |          |
| Bataille de Césarée                | 1067                        | Turquie  | Victoire |
| Bataille d'Iconium                 | 1069                        | Turquie  | Victoire |
| Bataille de Manzikert              | 26 août 1071                | Turquie  | Défaite  |

## Dynastie des Comnène(1081-1185)
| Bataille                            | Date                   | Lieu     | Issue    |
| ----------------------------------- | ---------------------- | -------- | -------- |
| Guerres byzantino-normandes         |                        |          |          |
| Bataille de Dyrrachium              | 18 octobre 1081        | Albanie  | Défaite  |
| Guerres entre Byzantins et Hongrois |                        |          |          |
| Bataille de Sirmium                 | 1167                   | Serbie   | Victoire |
| Guerres byzantino-petchenègues      |                        |          |          |
| Bataille de la colline de Lebounion | 29 avril 1091          | Turquie  | Victoire |
| Bataille de Beroia                  | 1122                   | Bulgarie | Victoire |
| Guerres byzantino-seldjoukides      |                        |          |          |
| Siége de Nicée                      | 14 mai – 19 juin 1097  | Turquie  | Victoire |
| Siège de Nicée                      | 1113                   | Turquie  | Victoire |
| Bataille de Philomélion             | 1116                   | Turquie  | Victoire |
| Siège de Laodicée                   | 1119                   | Turquie  | Victoire |
| Siège de Shaizar                    | 28 avril – 28 mai 1138 | Syrie    | Victoire |
| Bataille de Myriokephalon           | 17 septembre 1176      | Turquie  | Défaite  |
| Bataille d'Hyelion et Leimocheir    | 1177                   | Turquie  | Victoire |
| Siège de Cotyaeum                   | 1182                   | Turquie  | Défaite  |

## Dynastie des Ange(1185-1204)

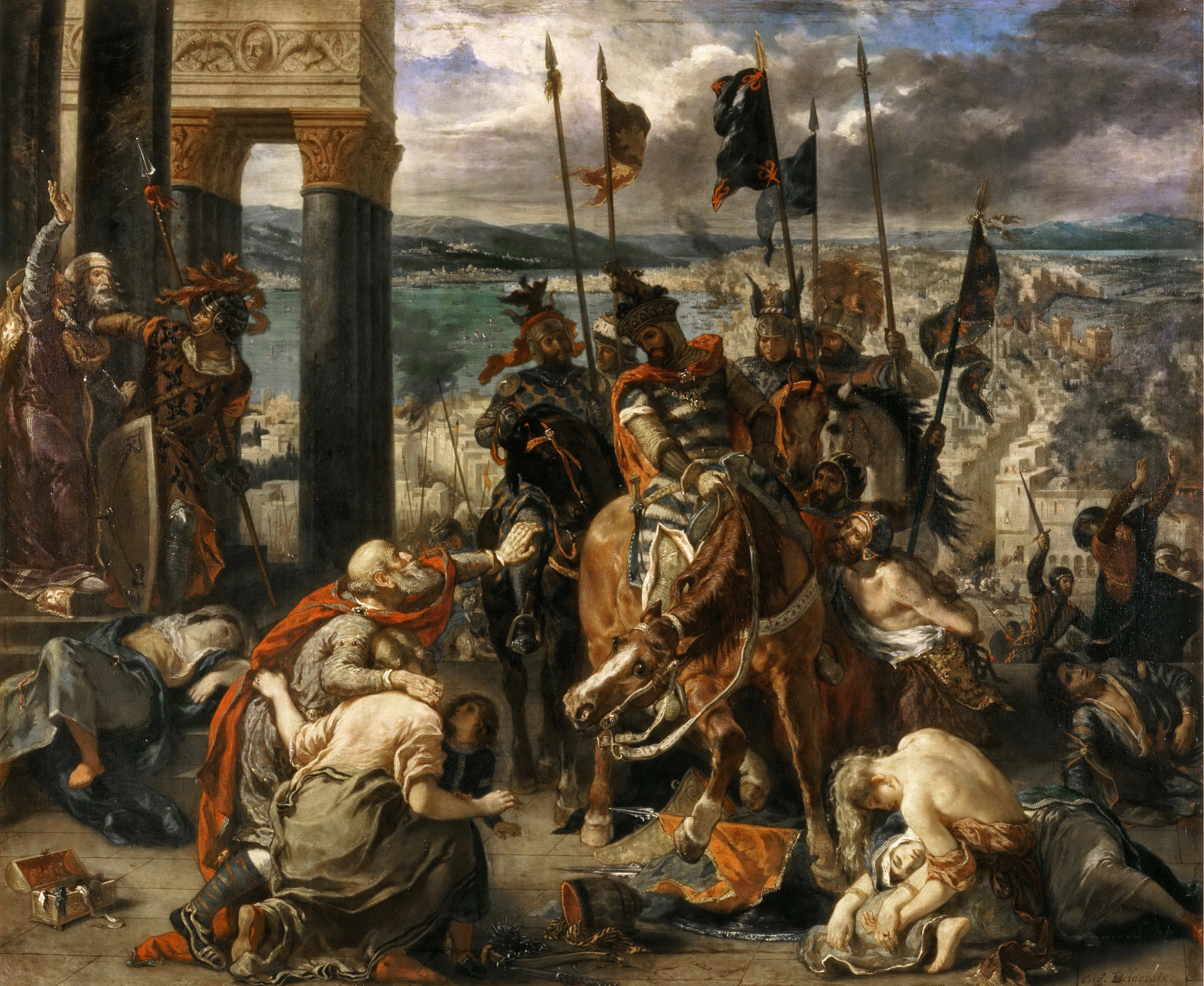
Entrée des Croisés à Constantinople par Eugène Delacroix.

| Bataille                            | Date              | Lieu     | Issue    |
| ----------------------------------- | ----------------- | -------- | -------- |
| Guerres civiles byzantines          |                   |          |          |
| Insurrection de Asen et Peter (en)  | 1185 - 1204       | Bulgarie | Défaite  |
| Guerres byzantino-normandes         |                   |          |          |
| Siège de Thessalonique              | 9 - 24 août 1185  | Grèce    | Défaite  |
| Bataille de Démétritzès             | 7 novembre 1185   | Grèce    | Victoire |
| Guerres byzantino-latines           |                   |          |          |
| Siège de Constantinople             | 1203              | Turquie  | Défaite  |
| Siège de Constantinople             | 8 - 13 avril 1204 | Turquie  | Défaite  |
| Guerres byzantino-bulgares          |                   |          |          |
| Bataille de Tryavna (en)            | Printemps 1190    | Bulgarie | Défaite  |
| Bataille d'Arcadiopolis (1194) (en) | 1194              | Turquie  | Défaite  |
| Bataille de Serres (en)             | 1196              | Grèce    | Défaite  |
| Siège de Varna (1201) (en)          | 21 - 24 mars 1201 | Bulgarie | Défaite  |

## Empereurs de Nicée(1204-1261)
| Bataille                              | Date            | Lieu      | Issue    |
| ------------------------------------- | --------------- | --------- | -------- |
| Guerre byzantino-latines              |                 |           |          |
| Bataille d'Adramyttion                | 19 mars 1205    | Turquie   | Défaite  |
| Bataille de l'oliveraie de Kountouras | Été 1205        | Grèce     | Défaite  |
| Bataille de Rhyndacus                 | 15 octobre 1211 | Turquie   | Défaite  |
| Bataille de Poimanenon                | 1224            | Turquie   | Victoire |
| Siège de Constantinople               | 1235            | Turquie   | Défaite  |
| Bataille de Pélagonia                 | Septembre 1259  | Macédoine | Victoire |
| Siège de Constantinople               | 1260            | Turquie   | Défaite  |
| Reprise de Constantinople             | 25 juillet 1261 | Turquie   | Victoire |
| Conquête de Rhodes                    | 1306 - 1310     | Rhodes    | Défaite  |
| Guerres byzantino-bulgares            |                 |           |          |
| Bataille de Klokotnica                | 9 mars 1230     | Bulgarie  | Défaite  |
| Bataille d'Andrinople                 | 1254            | Turquie   | Victoire |
| Guerres byzantino-seldjoukides        |                 |           |          |
| Siège de Trébizonde                   | 1205            | Turquie   | Victoire |
| Bataille d'Antioche du Méandre        | 1211            | Turquie   | Victoire |
| Siège de Sinope                       | 1214            | Turquie   | Défaite  |
| Siège de Trébizonde                   | 1222 - 1223     | Turquie   | Victoire |

## Dynastie des Paléologue(1259-1453)

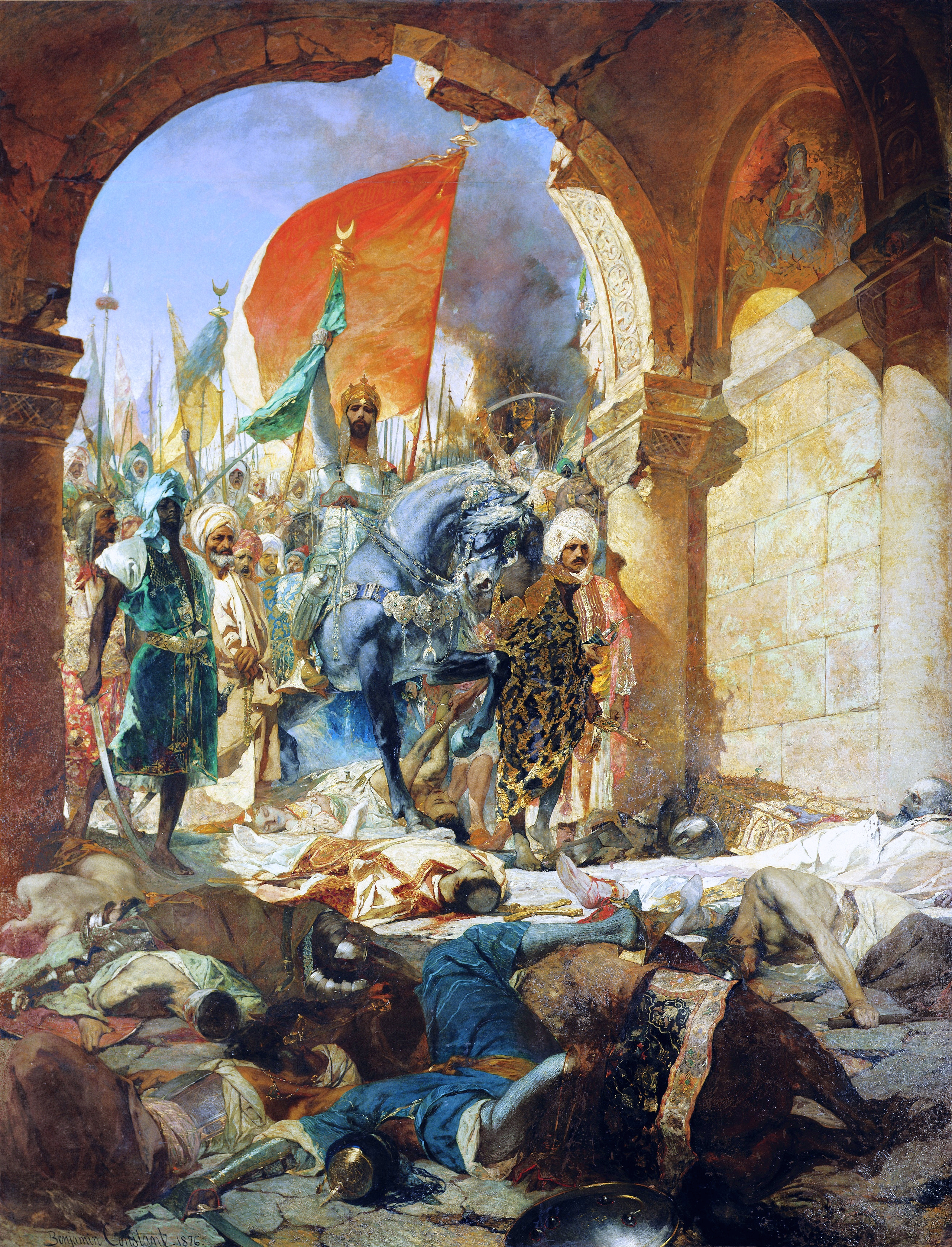
L'entrée de Mehmed II dans Constantinople est le symbole de la victoire définitive de l'Empire ottoman sur l'Empire byzantin.

| Bataille                              | Date                  | Lieu     | Issue                              |
| ------------------------------------- | --------------------- | -------- | ---------------------------------- |
| Guerres civiles byzantines            |                       |          |                                    |
| Guerre civile byzantine (1321-1328)   | 1321 – 1328           | Grèce    | Victoire d'Andronic III Paléologue |
| Seconde guerre civile des Paléologues | 1341 - 1347           | Grèce    | Victoire de Jean VI Cantacuzène    |
| Guerre civile de Byzance (1352-1357)  | 1341 - 1347           | Grèce    | Victoire de Jean V Paléologue      |
| Révolte de Morée (1453-1454)          | 1453 - 1454           | Grèce    | Victoire                           |
| Guerres byzantino-bulgares            |                       |          |                                    |
| Bataille de Devina                    | 12 juillet 1276       | Bulgarie | Défaite                            |
| Bataille de Skafida                   | 1304                  | Bulgarie | Défaite                            |
| Bataille de Rusokastro                | 18 juillet 1332       | Bulgarie | Défaite                            |
| Guerre byzantino-latines              |                       |          |                                    |
| Bataille de Prinitza                  | 1263                  | Grèce    | Défaite                            |
| Bataille de Settepozzi                | 1263                  | Grèce    | Défaite                            |
| Bataille de Makryplági                | 1263 / 1264           | Grèce    | Défaite                            |
| Bataille de Néopatras                 | début des années 1270 | Grèce    | Défaite                            |
| Bataille de Démétrias                 | début des années 1270 | Grèce    | Victoire                           |
| Siège de Berat                        | 1280 - 1281           | Albanie  | Victoire                           |
| Bataille d'Apros                      | Juillet 1305          | Grèce    | Défaite                            |
| Bataille des îles Échinades           | 1427                  | Grèce    | Victoire                           |
| Guerres byzantino-ottomanes           |                       |          |                                    |
| Bataille du mont Arménie              | 1284                  | Turquie  | Victoire                           |
| Conquête de Kulacahisar               | 1285                  | Turquie  | Défaite                            |
| Bataille de Domaniç                   | mai 1287              | Turquie  | Défaite                            |
| Bataille de Bapheus                   | 27 juillet 1302       | Turquie  | Défaite                            |
| Bataille de Dimbos                    | 1303                  | Turquie  | Défaite                            |
| Bataille de Gallipoli (1312) (en)     | 1312                  | Turquie  | Victoire                           |
| Siège de Bursa                        | 1317 - 6 avril 1326   | Turquie  | Défaite                            |
| Bataille de Pélékanon                 | 10 - 11 juin 1329     | Turquie  | Défaite                            |
| Siège de Nicée                        | 1328 - 1331           | Turquie  | Défaite                            |
| Siège de Nicomédie                    | 1333 - 1337           | Turquie  | Défaite                            |
| Chute de Gallipoli                    | 1354                  | Turquie  | Défaite                            |
| Conquête d'Andrinople                 | 1365                  | Turquie  | Défaite                            |
| Reconquête de Gallipoli               | 1366                  | Turquie  | Victoire                           |
| Chute de Philadelphie                 | 1390                  | Turquie  | Défaite                            |
| Siège de Constantinople               | 1394 - 1402           | Turquie  | Victoire                           |
| Siège de Constantinople               | 1411                  | Turquie  | Victoire                           |
| Siège de Constantinople               | Juin - août 1422      | Turquie  | Victoire                           |
| Siège de Thessalonique                | 1422 - 1433           | Grèce    | Défaite                            |
| Bataille du Bosphore                  | 20 avril 1453         | Turquie  | Victoire                           |
| Chute de Constantinople               | 6 avril - 29 mai 1453 | Turquie  | Défaite                            |

## Sources
- (en) Cet article est partiellement ou en totalité issu de l’article de Wikipédia en anglais intitulé « List of byzantine battles » (voir la liste des auteurs).